# Bartolomeo Pucci
Bartolomeo Pucci (Montepulciano, 9 marzo 1673 – Pescia, 26 febbraio 1737) è stato un vescovo cattolico italiano, 1º vescovo della diocesi di Pescia.

## Biografia
Nato da una famiglia patrizia poliziana, fu avviato alla carriera ecclesiastica in età infantile, frequentando il seminario a Roma. La madre, infatti, era una Cervini, pronipote di papa Marcello II, e aveva ancora legami con la curia romana.
Ordinato sacerdote nel 1697, fu inviato a Chiusi, dove svolse il ruolo di vicario generale della diocesi. Nel 1724, gli giunse la nomina a vescovo di Sansepolcro. A Sansepolcro contrasse la malaria, che minò fortemente le sue capacità fisiche, costringendolo a letto per lunghi periodi. Nel 1728, fu nominato vescovo di Pescia. Gli anni del suo episcopato furono caratterizzati dai continui scontri con il Capitolo della Cattedrale, che rivendicava antichi privilegi di governo sulla diocesi.

## Genealogia episcopale
La genealogia episcopale è:
- Cardinale Scipione Rebiba
- Cardinale Giulio Antonio Santori
- Cardinale Girolamo Bernerio, O.P.
- Arcivescovo Galeazzo Sanvitale
- Cardinale Ludovico Ludovisi
- Cardinale Luigi Caetani
- Cardinale Ulderico Carpegna
- Cardinale Paluzzo Paluzzi Altieri degli Albertoni
- Papa Benedetto XIII
- Vescovo Bartolomeo Pucci